# Sedliacka Dubová
Sedliacka Dubová – wieś (obec) w północnej Słowacji, w powiecie Dolný Kubín, w historycznym regionie Orawa. Znajduje się w dolinie rzeki Orawa, na granicy dwóch regionów geograficznych: Pogórza Orawskiego (Oravská vrchovina) i Magury Orawskiej (Oravskà Magura). Przez miejscowość przebiega droga krajowa nr 59. Pierwsza pisemna wzmianka o miejscowości pochodzi z 1397 roku.